# Son Myung-soon
Pour les articles homonymes, voir Son.
Son Myung-soon (en hangeul 손명순), née le 29 janvier 1929 en Corée sous occupation japonaise (correspondant aujourd'hui à Gimhae) et morte le 7 mars 2024 à Séoul, est une femme politique sud-coréenne, ainsi que la première dame de Corée du Sud de 1993 à 1998, en tant que femme du président Kim Young-sam.

## Biographie

### Jeunesse et éducation
Son Myung-soon naît le 29 janvier 1929 dans le Keishōnan-dō en Corée sous occupation japonaise. Son père, Son Sang-ho, un industriel, est le directeur de la plus grande usine de caoutchouc de la région, et sa mère, Kim Geun-yi, décède en 1935. Elle est diplômée du lycée de Masan, la ville où elle a grandi.
Son Myung-soon effectue des études de pharmacie à l'université pour femmes Ewha,. Il était à l'époque interdit pour les étudiantes coréennes de se marier pendant leurs études et d'être enceinte, Son Myung-soon a donc en conséquence caché son mariage avec Kim Young-sam, ainsi que sa première grossesse, le temps d'obtenir son diplôme.

### Première Dame de Corée du Sud
Son Myung-soon, en tant que Première Dame de Corée du Sud, reste relativement discrète, véhiculant une vision d'un rôle traditionnel de la femme coréenne. Elle aide à l'entretien et à la cuisine de la Maison Bleue, et prépare régulièrement à manger pour les invités de son mari. Elle aide également à améliorer les conditions de travail des employés de la Maison Bleue, en leur faisant notamment construire salle de repos et restaurants.
Lors de la cérémonie d'intronisation de son mari, Son Myung-soon s'habille de manière sobre, désirant montrer une image sobre au peuple coréen, afin de contraster avec Lee Soon-ja, la femme de l'ancien président et dictateur militaire Chun Doo-hwan, peu appréciée car s'habillant de manière très extravagante et onéreuse. Bien qu'appréciant porter des hanboks et des couleurs vives, elle porte régulièrement des tailleurs de style européens de couleurs sombres, notamment après la crise économique asiatique de 1997, afin de ne pas être accusée d'extravagance par le peuple coréen.

### Après la présidence et postérité
En tant que veuve de l'ancien président Kim Young-sam, Son Myung-soon reste sollicitée lors d'évènements nationaux. Le premier ministre Lee Nak-yon lui rend par exemple visite lors de sa prise de fonction, pour s'entretenir avec elle, tout en se remémorant de bons moments passés sous la présidence de son mari.
Elle survit à son mari, décédé le 22 novembre 2015, et tient une place d'honneur lors de ses funérailles d'état,. Elle continue à vivre dans la maison qu'elle partageait avec son mari à Séoul jusqu'en 2017. En tant que veuve de chef d'état coréen, elle reçoit une pension du gouvernement, ainsi que plusieurs visites d'autres premières dames, comme Kim Keon-hee.
Avec le recul, elle est considérée par les observateurs comme une première dame très discrète et passive, retenue principalement comme une hôtesse de la Maison Bleue,. Les analystes politiques attribuent ce fait principalement aux extravagances de Lee Soon-ja, très mal reçues par les coréens, qui forcent les premières dames suivantes dans un rôle plus discret. Elle reste majoritairement peu connue du peuple coréen, ce dernier n'ayant d'elle ni d'opinions négatives ou positives,.
Son Myung-soon meurt à Séoul le 7 mars 2024, à 95 ans, des conséquences d'une maladie chronique,. Le président Yoon Suk-yeol lui rend alors hommage.

### Famille
Son Myung-soon épouse Kim Young-sam en 1951, alors qu'elle effectue encore ses études à l'université Ewha. Elle a cinq enfants avec ce dernier, trois filles et deux fils, dont un, Kim Hyeon-cheol, est impliqué dans le scandale Hanbo (en), une affaire de corruption ayant touché la Corée du Sud à la fin des années 1990.
En 2011, elle renouvelle ses vœux à Kim Young-sam, pour leurs 60 ans de mariage.